# Primož Peterka
Primož Peterka (Ljubljana, 28 februari 1979) is een Sloveens schansspringer.
Hij deed eerst mee in de World Cup van 1996, waar hij op de achtste plaats eindigde. Hij heeft aan drie Olympische Spelen meegedaan, namelijk Nagano 1998, Salt Lake City 2002, Turijn 2006. Op de Olympische Spelen van 2002 veroverde hij met het Sloveense team brons op de normale schans. Zijn teamgenoten waren Rok Benkovič, Jure Bogataj en Jernej Damjan.